# Kirkconnel House

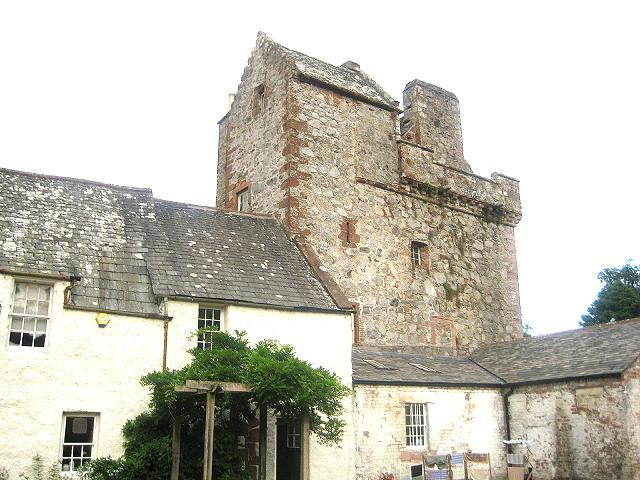
Kirkconnel Tower

Kirkconnel House ist ein Herrenhaus nahe der schottischen Ortschaft New Abbey in der Council Area Dumfries and Galloway. 1971 wurde das Bauwerk in die schottischen Denkmallisten in der höchsten Denkmalkategorie A aufgenommen. Des Weiteren sind die Torzufahrt sowie die ehemaligen Stallungen eigenständig als Kategorie-C-Bauwerke klassifiziert.

## Geschichte
Vor 1320 gelangten die Ländereien in den Besitz der Familie de Kirkconnel und gingen im frühen 15. Jahrhundert an den Clan Maxwell über. Die Keimzelle von Kirkconnel House bildet ein Tower House aus dem 16. Jahrhundert. Dieses wurde im Laufe des 17. Jahrhunderts erweitert. Die Erweiterung zu dem heutigen Herrenhaus entstand unter James Maxwell nach seiner Rückkehr nach Schottland um 1750. Maxwell verstarb 1762. Insgesamt lässt sich die Baugeschichte von Kirkconnel House in fünf Phasen gliedern und endet 1823.

## Beschreibung
Kirkconnel House liegt nahe der Mündung des Nith in den Solway Firth rund acht Kilometer südlich von Dumfries nahe der Ortschaft New Abbey. Das ursprüngliche Tower House bildet den südlichen Abschluss. Es ist dreistöckig und weist einen L-förmigen Grundriss auf. Der Anbau aus dem 17. Jahrhundert, durch welchen die L-Form entstand, überragt den ursprünglichen Wohnturm und ist mit Stufengiebel gearbeitet. Der auskragende Wehrgang wurde an diesem Gebäudeteil nicht fortgeführt. Das Bruchsteinmauerwerk ist rund 1,8 m mächtig. Ebenerdig findet sich ein Gewölbe, das über ungewöhnliche, kreuzförmige Schießscharten beleuchtet wird.
An der Nordseite schließt sich das zweistöckige Herrenhaus an. Dessen Fassaden sind mit Harl verputzt. Es wurden weitere Gebäudeteile hinzugefügt, sodass letztlich ein U-förmiger Grundriss entstand. Dazu gehört eine Kapelle, die über einen flachen Gang mit dem Hauptgebäude verbunden ist und zwischenzeitlich profaniert wurde. Alle Gebäudeteile schließen mit schiefergedeckten Dächern.

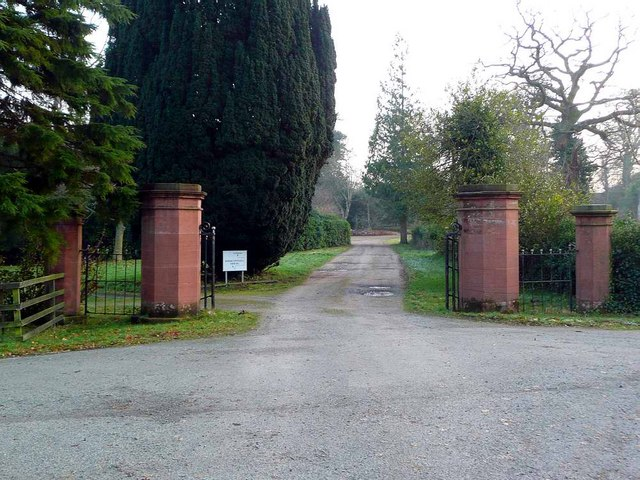
Torzufahrt

## Torzufahrt
Etwa 70 m nördlich von Kirkconnel House, an der schmalen Zufahrtsstraße, welche sowohl im Südwesten als auch im Norden in die A710 einmündet, befindet sich die Zufahrt zu dem Herrenhaus. Sie besteht aus vier Torpfeilern mit oktogonalen Grundrissen, die im frühen 19. Jahrhundert erbaut wurden. Die beiden inneren Pfosten flankieren den Zufahrtsweg und sind größer als die äußeren, welche die flankierenden Fußwege abgrenzen. Die Pfeiler schließen mit Gesimsen ab. Die eingehängten Tore sind aus Schmiedeeisen gefertigt.

## Stallungen
Die ehemaligen Stallungen befinden sich rund 60 m westlich von Kirkconnel House. Sie stammen aus dem späten 18. oder frühen 19. Jahrhundert. Sie bestehen aus zwei länglichen Gebäuden, die ein Zufahrtsweg voneinander trennt. Das Mauerwerk der ein- oder zweistöckigen Gebäude besteht aus Bruchstein und ist entlang der Fassaden gekalkt. An den Ostseiten führen verschiedene Öffnungen ins Innere. Entlang der Fassaden sind zwölfteilige Sprossenfenster eingelassen. Am südlichen Gebäude sitzt mittig ein kleiner, mit einem Pyramidendach schließender Dachreiter auf, der als Taubenturm genutzt wurde.